# Costaconvexa flavipennis
Costaconvexa flavipennis là một loài bướm đêm trong họ Geometridae.